# Премьер-министр Ирана
Премьер-министр Ирана (перс. نخست وزیر ایران‎) — упразднённый государственный пост, существовавший с 1907 года при династиях Каджаров и Пехлеви, а также после Исламской революции — до 1989 года.

## История

### Каджары
В ходе конституционной революции 1907 года  в Каджарской Персии, взамен должности премьера был создан пост премьер-министра, и первым его занял Мирза Насрулла Хан. Последним премьер-министром в 1923 году стал Реза-хан Сардар Серах, в 1925 году свергнувший династию Каджаров и провозгласивший себя новым шахом династии Пехлеви.

### Пехлеви
В 1925 году Реза-шах назначил на пост премьер-министра Мохаммеда Али Форуги. 
В 1941 году шахом стал сын Резы — Мохаммед Реза Пехлеви, переназначивший Форуги на должность премьер-министра. 
В 1953 году премьер-министр Мохаммед Мосаддык возглавил государственный переворот, но был сам свергнут верными шаху силами. 
Последним премьер-министром перед исламской революцией 1979 года стал Шапур Бахтияр.

### Исламская Республика Иран
В 1979 году аятолла Хомейни назначил Мехди Базаргана на пост премьер-министр временного правительства, которое ушло в отставку в ноябре из-за кризиса с американскими заложниками. Место оставалось пустым, пока Абольхасан Банисадр, избранный президентом в январе 1980 года, не выбрал Мохаммада Али Раджаи в качестве своего премьер-министра, в основном из-за давления со стороны членов Исламской республиканской партии в Меджлисе. Раджаи находился на этом посту до импичмента Банисадру в июне 1981 года, после чего был избран на его должность на выборах 24 июля. Раджаи назначил Мохаммада Джавада Бахонара своим премьер-министром, однако они были убиты 30 августа в его офисе. Когда Али Хаменеи был избран президентом в октябре, он хотел назначить премьер-министром представителя правого крыла Али Акбара Велаяти, однако левые, имевшие большинство в парламенте, выступали за кандидатуру Мир-Хосейна Мусави. Спор был разрешён благодаря вмешательству аятоллы Хомейни, посоветовавшего президенту утвердить Мусави. Он занимал этот пост до 1989 года, когда были внесены поправки в конституцию, упразднившие должность премьер-министра и разделившие его обязанности между президентом и вновь созданным постом вице-президента.